# チェントラーレ駅
チェントラーレ駅 (Centrale)は、ミラノ地下鉄のLinea 2の駅である。駅は1970年に開業し、ガリバルディ駅が新たに出来た1971年まではLinea2 の西の始発駅とて機能した。
1990年からは、駅はLinea 3との乗り換え地点となり、FSの中央駅は建設（1990年）からソンドリオ駅が出来た1991年まではLinea M3の北の始発駅だった。
駅は鉄道駅のミラノ中央駅前のドゥーカ・ダオスタ広場にある地下駅である。
この地下鉄駅からのATM（Azienda Trasporti Milanesi）市内線接続:

- 42 Centrale FS - Quartiere Bicocca
- 60 Zara - Centrale FS - サン・バビーラ M1
- 81 Lambrate FS - Sesto Marelli M1
- 87 Centrale FS - セスト・マレッリ M1
- 87/ Centrale FS - Università Bicocca

- バス90 N90 Isonzo-Lotto（循環右)
- バス91 N91 Isonzo-Lotto（循環左）
- バス92 Bovisa FN-Viale Isonzo

市電接続:

- 5 ニグアルダ (Parco Nord) - オルティコ
- 9 Centrale FS (中央駅）- ポルタ・ジェノヴァ M2
- 10 Viale Lunigiana - Piazza XXIV Maggio

- 728  Centrale FS - Cusano Milanino (Viale Unione)

ナイトライン:

N25/N26 CENTRALE FS M2/M3 - CADORNA FN M1/M2 
CADORNA FN M1/M2 - CENTRALE FS M2/M3  